# Основне тіло

Рух барицентра Сонячної системи відносно Сонця.

Основне тіло (також головне тіло, центральне тіло) — наймасивніше фізичне тіло гравітаційно пов'язаної системи з кількох об'єктів. У цьому об'єкті зосереджена більша частина маси цієї системи й, як правило, воно розташоване поблизу барицентра всієї системи.
У Сонячній системі основним тілом є Сонце: у ньому зосереджено 99,86 % всієї її маси. Подібним чином, основним тілом для всіх супутників планети, як природних, так і штучних, є, власне, планета, навколо якої всі вони обертаються.
Термін основне тіло часто використовується, щоб уникнути уточнення того, чим саме є об'єкт поблизу барицентра — планетою, зорею чи яким-небудь іншим астрономічним об'єктом.
Центр мас — це середнє положення всіх об'єктів відповідно до їх мас. Сонце настільки масивне, що барицентр Сонячної системи найчастіше розташований дуже близько до геометричного центра Сонця, але, попри це, маси планет-гігантів та відстані до них іноді «виводять» його поза межі Сонця.
Суперечливим прикладом системи, у якій складно визначити основне тіло, є система Плутон — Харон. Барицентр цих двох тіл завжди перебуває поза поверхнею Плутона. Це змусило деяких астрономів називати систему Плутон — Харон подвійною планетою або подвійною карликовою планетою, а не просто карликовою планетою із супутником. У 2006 році Міжнародний астрономічний союз коротко розглядав формальне визначення терміна «подвійна планета», яке могло формально включати Плутон і Харон, але це визначення не було ратифіковано.
До екзопланет — тобто планет в інших зоряних системах — термін «основне тіло» поки не застосовується, оскільки астрономи ще не виявили жодних супутників екзопланет (екзосупутників).